# Vis viva
Vis viva (în română forța vie) este o expresie latină folosită pentru a descrie o mărime similară cu energia cinetică într-o formulare timpurie a principiului de conservare a energiei.

## Descriere
Propusă de Gottfried Leibniz în perioada 1676–1689, teoria a fost controversată deoarece părea să se opună teoriei conservării cantității de mișcare susținută de René Descartes. În Definiția a II-a din Philosophiæ Naturalis Principia Mathematica Isaac Newton a definit cantitatea de mișcare ca fiind produsul dintre cantitatea de materie și viteză, dar cantitatea de mișcare a lui Descartes a fost o noțiune diferită de cea de impuls. În Definiția a III-a Newton a definit forța care rezistă unei schimbări a mișcării drept „forța de inerție” a lui Descartes. Principiul al III-lea al lui Newton (pentru fiecare acțiune există o reacțiune egală și opusă) este, de asemenea, echivalentă cu principiul conservării impulsului. Leibniz a acceptat principiul conservării impulsului, dar a respins versiunea carteziană a acestuia. Diferența dintre aceste idei a fost dacă cantitatea de mișcare era pur și simplu legată de rezistența unui corp la o schimbare a vitezei (forța de inerție) sau dacă cantitatea de forță a unui corp datorată mișcării sale (forța vie) era legată de pătratul vitezei sale.
În cele din urmă teoria a fost absorbită în teoria modernă a energiei, deși termenul încă supraviețuiește în contextul mecanicii cerești prin ecuația forței vii. Echivalentul englez a fost folosit și, de exemplu, de George William Hill.
Termenul se datorează lui Gottfried Wilhelm von Leibniz, care a fost primul care a încercat o formulare matematică, din 1676 până în 1689. Leibniz a observat că în multe sisteme mecanice (formate din mai multe mase, mi fiecare cu viteza vi) cantitatea
{\displaystyle \sum _{i}m_{i}v_{i}^{2}}
se conserva. El a numit această cantitate vis viva a sistemului. Principiul a reprezentat o afirmație corectă despre conservarea energiei cinetice în ciocnirile elastice, fapt independent de conservarea impulsului. 
Cu toate acestea, mulți fizicieni la acea vreme nu erau conștienți de acest fapt, fiind influențați în Anglia de prestigiul lui Isaac Newton, iar în Franța de cel al lui René Descartes, ambii vorbind despre „conservarea impulsului” ca principiu călăuzitor. Astfel, impulsul
{\displaystyle \sum _{i}m_{i}v_{i}}
a fost considerat de tabăra rivală ca fiind vis viva conservat. Mulți ingineri, ca John Smeaton, Peter Ewart, Karl Holtzmann, Gustave-Adolphe Hirn și Marc Seguin au obiectat că doar conservarea impulsului nu era adecvată pentru calculul practic și au folosit principiul lui Leibniz. Principiul a fost susținut și de unii chimiști, cum ar fi William Hyde Wollaston.
Matematiciana franceză Émilie du Châtelet, care avea o bună înțelegere a mecanicii newtoniene, a dezvoltat interpretarea lui Leibniz și, combinându-o cu observațiile lui Willem 's Gravesande, a arătat că vis viva era dependentă nu de viteze, ci de pătratul vitezelor.
Membrii unor instituții academice, cum ar fi John Playfair, s-au grăbit să sublinieze că energia cinetică nu se conservă în mod clar. Conservarea ei este evidentă pentru o analiză modernă bazată pe principiul al doilea al termodinamicii, dar în secolele al XVIII-lea și al XIX-lea existența energiei pierdute era încă necunoscută. Treptat s-a ajuns să se suspecteze că căldura generată inevitabil de mișcare era o altă formă de vis viva. În 1783 Antoine Lavoisier și Pierre-Simon de Laplace au revizuit cele două teorii concurente, a vis viva și teoria caloricului. Observațiile din 1798 ale lui Benjamin Thompson privind generarea de căldură în timpul găuririi tunurilor au întărit viziunea conform căreia mișcarea mecanică ar putea fi transformată în căldură. Vis viva a început să fie cunoscută ca energie după ce Thomas Young a folosit pentru prima dată termenul în 1807.

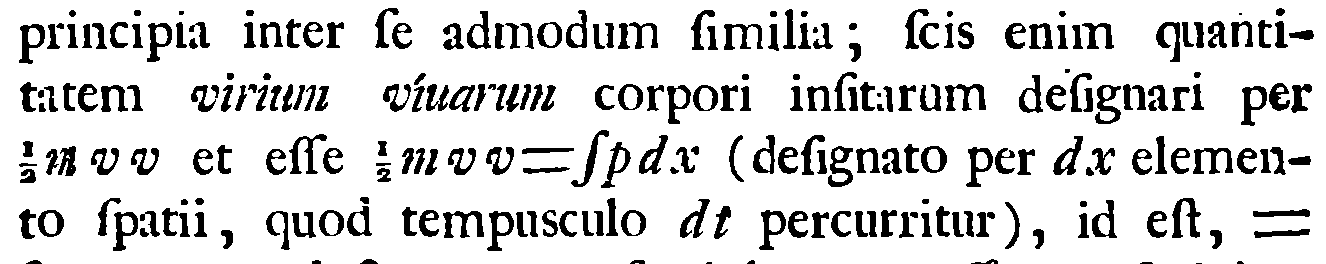
Un extras din articolul din 1736 al lui Daniel Bernoulli cu definiția vis viva cu coeficientul 1/2

Recalibrarea vis viva cu coeficientul 1/2:
{\displaystyle E={\frac {1}{2}}\sum _{i}m_{i}v_{i}^{2}}
a fost în mare parte rezultatul lucrărilor din perioada 1819–1839 ale lui Gaspard-Gustave Coriolis și Jean-Victor Poncelet, deși definiția actuală poate fi găsită și mai devreme (de exemplu, în textele lui Daniel Bernoulli). Primul a numit-o „quantité de travail” (în română cantitatea de lucru), iar cel de-al doilea, „travail mécanique” (în română lucru mecanic) și ambii au susținut utilizarea sa în calculul ingineresc.